# John B. Kelly Sr.
John Brendan "Jack" Kelly Sr. (født 4. oktober 1889, død 20. juni 1960) var en amerikansk roer, der deltog i to olympiske lege i årene efter første verdenskrig.

## Rokarriere
Kelly begyndte at ro i det første årti i 1900-tallet, og han vandt en stribe amerikanske mesterskaber i både single- og dobbeltsculler samt flere verdensmesterskaber i disse bådtyper.
Ved OL 1920 i Antwerpen stillede han op i begge discipliner, og i singlesculler vandt han klart sit indledende heat og sin semifinale. I finalen mødte han en anden favorit, briten Jack Beresford, og briten lagde sig i spidsen fra start, men på de sidste par hundrede meter hentede Kelly ham og vandt guld med et sekunds forspring foran Beresford. I dobbeltsculler roede han sammen med sin fætter Paul Costello, og denne duo vandt sikkert deres indledende heat, mens de i finalen ligeledes overbevisende vandt foran en italiensk og en fransk båd.
Fire år senere i Paris var kun fem både til start i dobbeltsculler, og Kelly og Costello vandt igen sikkert deres indledende heat. I finalen var det franskmændene Marc Detton og Jean-Pierre Stock, der førte fra start, men med 500 m tilbage blev de indhentet af amerikanerne, der genvandt deres OL-guld med et forspring på fire sekunder foran franskmændene, mens et schweizisk par vandt bronze. Kelly og Costello var også tilmeldt ved legene i toer uden styrmand, men stillede ikke til start i denne disciplin.
Kelly fik ikke mulighed for at vinde Diamond Sculls ved Henley Royal Regatta, fordi han ifølge dette stævnes regler var "professionel", da han arbejdede som murer.

## Videre karriere
Kellys murergerning førte til, at han etablerede en succesrig entreprenørvirksomhed i Philadelphia.

## Familie
Kelly var far til skuespillerinde og prinsesse af Monaco, Grace Kelly, og til en anden amerikansk olympisk medaljevinder i roning, John B. Kelly Jr.

## OL-medaljer
- 1920:  Guld i singlesculler
- 1920:  Guld i dobbeltsculler
- 1924:  Guld i dobbeltsculler